# Studiorum ducem

Wappen Papst Pius’ XI.

Die Enzyklika Studiorum ducem von Papst Pius XI. ist dem 600. Jahrestag der Heiligsprechung des Thomas von Aquin gewidmet, sie trägt das Datum des 29. Juni 1923. Der Papst schrieb zum Jubiläumsjahr der Heiligsprechung: „...es sei wünschenswert, wenn alle Dozenten höherer Fächer dahin gelangten, den engelsgleichen Lehrer (Doctor angelicus) Thomas von Aquin durch lange und vielfache Beschäftigung mit seinen Schriften lieb zu gewinnen...“

## Philosophie und Theologie
In mehreren Abschnitten folgen Kurzbeschreibungen des Lebens und Darlegungen des Wirkens, danach befasst sich der Papst ausführlich mit einer Bewertung zur „Tugend der Klugheit“, welche Thomas in besonderem Maße vorgelebt habe.
Über die Studien der Philosophie und der Theologie schreibt Pius XI.:
„Wir wünschen freilich, dass es unter den Verehrern des hl. Thomas - und das sollen alle Söhne der Kirche sein, die sich mit den besten Studien beschäftigen - zwar jenen ehrenvollen Wettstreit in gerechter Freiheit gebe, aus dem die wissenschaftlichen Bemühungen hervorgehen, aber keine Eifersucht, die der Wahrheit nicht dienlich ist. Heilig also soll einem jeden von ihnen sein, was im Codex Iuris Canonici vorgeschrieben wird, dass nämlich die Professoren die Studien der Philosophie und der Theologie sowie den Unterricht in diesen Lehrfächern ganz und gar nach der Methode, der Lehre und den Grundsätzen des „Engelsgleichen Lehrers“ gestalten und diese heilig halten sollen; und an dieser Norm sollen sich alle so ausrichten, dass sie ihn selbst wahrhaft ihren Lehrer nennen können.“
Zu diesem Themenbereich verweist Pius XI. auch auf die Enzyklika Pascendi vom 8. September 1907, in der Pius X. die hierarchische Ordnung der Kirche und das Studium der Kirchenlehrer, insbesondere die des Thomas von Aquin, verteidigt. Pius XI. bestätigt die Worte seines Vorgängers: „In der Metaphysik von Thomas von Aquin abzuweichen, hieße in eine ernste Gefahr zu laufen“.

## Über seine Werke

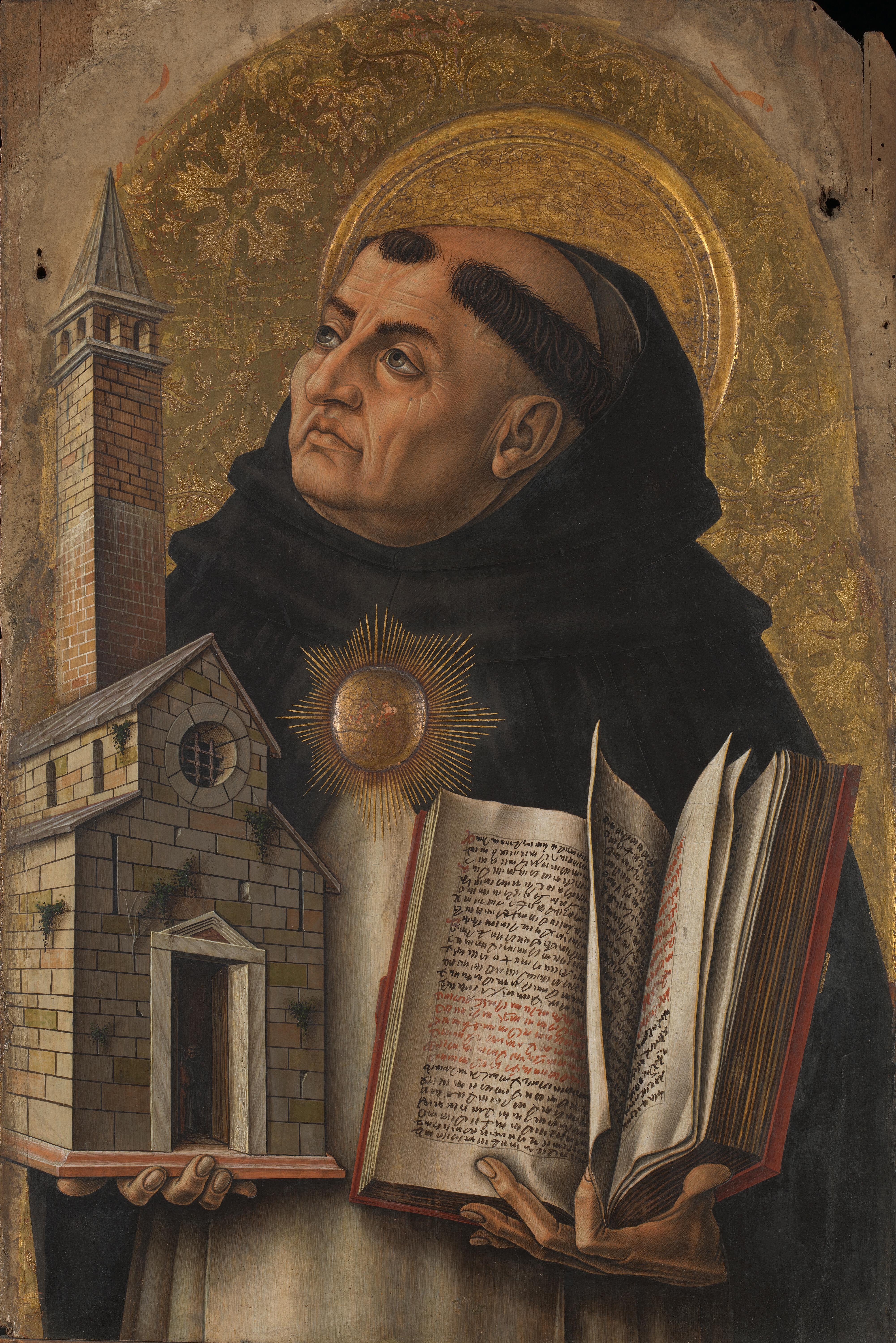
Thomas von Aquin (postumes Gemälde von Carlo Crivelli, 1476)

Alles, was Thomas von Aquin geschrieben habe, basiere auf der Grundlage der Heiligen Schrift, er habe die Worte Gottes zutreffend und sorgfältig gewählt und wissenschaftlich begründet. Diese von ihm geschaffenen Werte und Richtlinien würden auch von Leo XIII. mit seiner Enzyklika Providentissimus Deus und von Benedikt XV. in seiner Enzyklika Spiritus Paraclitus sanktioniert.
Pius XI. schreibt weiter:
„Darüber hinaus besaß dieser Kirchenlehrer die hohe Gnade und das privilegierte Geschenk, die Gottesgebote in liturgische Gebete und Hymnen umzuwandeln, und wurde zum Dichter des göttlichen Abendmahls.“
Im weiteren Text erwähnt er dann den Kampf gegen den Modernismus und ergänzt, „dass die Modernisten mit guten Gründen keinen anderen Kirchenlehrer so sehr fürchten wie den heiligen Thomas von Aquin.“

## Ehrungen
Zunächst gibt der Papst den Hinweis, dass bereits zu Lebzeiten des Thomas von Aquin sein Wirken große Anerkennung gefunden habe, so zum Beispiel bei Papst Alexander IV. (1254–1261), der ihn als „geliebten Sohn“ bezeichnete und ihn mit „Adeligen des Buchstabens und des göttlichen und menschlichen Lernens“ titulierte.
Später habe ihn Papst Johannes XXII. (1316–1334) mit folgenden Worten gepriesen: „Er allein erleuchtete die Kirche mehr als alle weiteren Doktoren“ (Anmerkung: Kirchenlehrer) und ihn 1323 heiliggesprochen. Und schließlich sei es Papst Pius V. (1566–1572) gewesen, der diesen Gelehrten im Jahre 1567 zum Kirchenlehrer (Doctor ecclesiae) erhoben habe. Er verweist auch auf die Anordnungen von Leo XIII. (1878–1903), welcher mit seiner Enzyklika Aeterni Patris (1879) die Lehren des Thomas von Aquin zur offiziellen Philosophie der Kirche erklärte, des Weiteren verwies er auf die Motu Proprio „Doctoris Angelici“ von Pius X. (1903–1914), der diesen Gelehrten als „engelsgleich“ bezeichnete.
Den Empfehlungen seiner Vorgänger habe sich auch Benedikt XV. (1914–1922) angeschlossen, er sanktionierte „das System, die Philosophie und die Grundregel des himmlischen Kirchenlehrers“.

## Jubiläumsfeiern
Der Papst ordnet an, dass in allen Kirchen, Priesterseminaren, berechtigten Lehreinrichtungen vom 18. Juli 1923 bis zum Ende des folgenden Jahres, Kurse, Seminare, aber auch Unterweisungen stattfinden sollen, die Prediger sollen sich dem Heiligen zuwenden und ebenfalls soll zu Ehren des Heiligen gebetet werden. Für weitere liturgische Durchführungen kündigt er einen vollständigen Ablass an und stellt zum Ende dieser Enzyklika das Gebet für den Heiligen Thomas von Aquin vor.

## Textausgaben
- ACTA PII PP. XI: LITTERAE ENCYCLICAE ... SAECULO SEXTO EXEUNTE A SANCTORUM CAELITUM HONORIBUS THOMAE AQUINATI DECRETIS. PIUS PP. XI »Studiorum Ducem« In: Acta Apostolicae Sedis XV (1923) pp. 309–326. [amtlicher lateinischer Originaltext mit Oratio]
- Rundschreiben Papst Pius’ XI. vom 29. Juni 1923 STUDIORUM DUCEM. In: Heilslehre der Kirche. Dokumente von Pius IX. bis Pius XII. Deutsche Ausgabe des französischen Originals von P[aul] Cattin O.P. und H[umbert]-Th[omas] Conus O.P. besorgt von Anton Rohrbasser. Paulusverlag, Freiburg/Schw. 1953, S. 1177–1198. [deutsche Übersetzung des Gesamttextes mit Gebet des hl. Thomas]
- Rundschreiben unseres Heiligsten Vaters Pius XI., durch göttliche Versehung Papst, zur sechsten Jahrhundertfeier der Heiligsprechung des Thomas von Aquin: (29. Juni 1923: Studiorum ducem). Herder, Freiburg im Breisgau 1923. [Deutsch-Lateinische Ausgabe mit Volltext]